# Uciszone
Uciszone (hangul: 경성학교: 사라진 소녀들 Gyeongseong haggyo: Sarajin sonyeodeul; także jako Sanatorium) – południowokoreański dreszczowiec z 2015 roku. Został wyreżyserowany przez Lee Hae-young, a w rolach głównych wystąpiły Park Bo-young i Uhm Ji-won. Miał swoją premierę 18 czerwca 2015 roku.
W Polsce film został po raz pierwszy zaprezentowany 19 listopada 2016 roku podczas Festiwalu Filmowego Pięć Smaków pod tytułem Uciszone. Film był również dostępny z polskimi napisami na platformie Netflix (od 26 sierpnia 2016, pt. Sanatorium).

## Obsada
- Park Bo-young jako Cha Ju-ran / Shizuko
- Uhm Ji-won jako dyrektorka
- Park So-dam jako Hong Yeon-deok / Kazue
- Kong Ye-ji jako Yuka
- Joo Bo-bi jako Kihira
- Shim Hee-seop jako Kenji
- Park Seong-yeon jako wychowawczyni
- Ko Won-hee jako Shizuko

## Nagrody i nominacje
| Rok  | Ceremonia                            | Nagroda                                                        | Wynik     |
| ---- | ------------------------------------ | -------------------------------------------------------------- | --------- |
| 2015 | 24. Buil Film Awards                 | Najlepsza nowa aktorka (Park So-dam)                           | Nominacja |
| 2015 | 24. Buil Film Awards                 | Najlepsza scenografia (Han Ah-reum)                            | Nominacja |
| 2015 | 24. Buil Film Awards                 | Najlepsza muzyka (Dalparan)                                    | Nominacja |
| 2015 | 15th Korea World Youth Film Festival | Favorite Actress (Park Bo-young)                               | Wygrana   |
| 2015 | 52. Grand Bell Awards                | Najlepsza nowa aktorka (Park So-dam)                           | Nominacja |
| 2015 | 52. Grand Bell Awards                | Najlepsze oświetlenie (Kim Min-jae)                            | Wygrana   |
| 2015 | 52. Grand Bell Awards                | High Technology Special Award (efekty wizualne) (Park Ui-dong) | Nominacja |
| 2015 | 52. Grand Bell Awards                | Nagroda popularności (Park Bo-young)                           | Nominacja |
| 2015 | 36. Blue Dragon Film Awards          | Najlepsza nowa aktorka (Park So-dam)                           | Nominacja |
| 2015 | 36. Blue Dragon Film Awards          | Popularity Star Award (Park Bo-young)                          | Wygrana   |
| 2015 | 16th Busan Film Critics Awards       | Najlepsza nowa aktorka (Park So-dam)                           | Wygrana   |
| 2016 | 21st Chunsa Film Art Awards          | Technical Award (Uciszone)                                     | Nominacja |
| 2016 | 21st Chunsa Film Art Awards          | Najlepsza aktorka drugoplanowa (Uhm Ji-won)                    | Wygrana   |
| 2016 | 52. Baeksang Arts Awards             | Najlepsza aktorka drugoplanowa (Uhm Ji-won)                    | Nominacja |